# ZG Mobili
ZG Mobili was een Italiaanse wielerploeg die werd opgericht in 1991 en opgeheven in 1997. 

## Historiek
De ploeg kwam voort uit de Malvor-Bottecchia ploeg van Dino Zandegù, waarvan de wortels in de jaren 70 liggen met ploegen als G.C.B.-Itla TV en Mecap-Hoonved. In 1996 splitste de ZG Mobili ploeg zich op: de hoofdsponsor voegde zich bij Roslotto onder leiding van ploegleider Moreno Argentin dat het nog twee jaar volhield. Gianni Savio, in 1995 ploegleider van ZG Mobili-Selle Italia, ging met cosponsor Selle Italia een fusie aan met het Colombiaanse Gaseosas Glacial. Deze laatste ploeg bestaat nog steeds, nog altijd onder leiding van Savio, nu met Androni Giocattoli als hoofdsponsor.

## Bekende ex-renners
- Hendrik Redant (1994)
- Gianni Faresin (1991-1993)
- Stefano Colagè (1991-1995)
- Andrea Ferrigato (1994-1997)
- Maurizio Fondriest (1996)
- Fabiano Fontanelli (1994-1995)
- Paolo Savoldelli (1996-1997)
- Giancarlo Perini (1993-1994)
- Pjotr Oegroemov (1997)
- John van den Akker (1993)
- Dmitri Konysjev (1997)
- Oleksandr Hontsjenkov (1996-1997)
- Dimitri Sedoen (1996-1997)
- Joeri Soerkov (1996)

Italiaanse wielerploeg ZG Mobili: 1991–1997
Citterio ·
Colagè ·
Consonni ·
Fanelli ·  
Faresin ·
Guidotti · 
Lorenzon ·
Mantovan ·
Moro ·
Perona · 
Pierobon ·
Tonetti ·
Trepin ·
Vanzella
Barroso ·
Caruso ·
Citterio ·
Colagè ·
Consonni · 
Faresin ·
Mantovan ·
Marcozzi ·
Maya ·
Perona · 
Pierobon ·
Puttini ·
Rodríguez ·
Sierra ·
Strazzer ·
Trepin ·
Wyder
Caruso ·
Citterio ·
Colagè ·
Faresin ·
Ghirotto ·
Mantovan ·
Maya ·
Moro ·
Perini ·
Perona · 
Rodríguez ·
Sierra ·
Trepin ·
van den Akker
Bincoletto ·
Caruso ·
Casartelli  ·
Colagè ·
Ferrigato ·
Fontanelli ·
Ghirotto ·
Menegotto ·
Montaña ·
Perini ·
Perona · 
Redant ·
Rodríguez ·
Santaromita
Bonča ·
Caruso ·
Cattai ·
Colagè ·
Ferrigato ·
Finco ·
Fontanelli ·
Ghirotto ·
Menegotto ·
Montaña · 
Pagnin ·
Rodríguez
Bonciucov ·
Cattai ·
Chiurato ·
Davidenko ·
Dzjavanjan ·
Ferrigato ·
Fincato ·
Fondriest ·
Hontsjenkov ·
Lino ·
Manzoni · 
Oegroemov · 
Savoldelli ·
Sedoen · 
Sgnaolin · 
Sivakov · 
Soerkov · 
Zen
Cattai ·
Dzjavanjan ·
Ferrigato ·
Fincato ·
Hontsjenkov ·
Kokorine ·
Konysjev ·
Manzoni · 
Neljoebin ·
Oegroemov · 
Padrnos ·
Savoldelli ·
Schmidt ·
Sedoen · 
Sgnaolin · 
Sivakov · 
Strazzer · 
Zen